# Shadrack Kimutai Koech
Shadrack Kimutai Koech (28 dicembre 1999) è un mezzofondista e maratoneta kazako.

## Palmarès
| Anno | Manifestazione             | Sede       | Evento        | Risultato | Prestazione | Note                                     |
| ---- | -------------------------- | ---------- | ------------- | --------- | ----------- | ---------------------------------------- |
| 2023 | Campionati asiatici indoor | Nur-Sultan | 3000 m piani  | Bronzo    | 7'59"84     | Miglior prestazione personale            |
| 2023 | Campionati asiatici        | Bangkok    | 5000 m piani  | 8º        | 14'24"86    |                                          |
| 2023 | Campionati asiatici        | Bangkok    | 10000 m piani | Argento   | 29'31"63    | Miglior prestazione personale stagionale |
| 2023 | Giochi asiatici            | Hangzhou   | Maratona      | 16º       | 2h24'58"    | Miglior prestazione personale stagionale |

## Campionati nazionali
2022
- Oro ai campionati kazaki di maratona - 2h21'28"

2023
- Oro ai campionati kazaki, 5000 m piani - 14'12"56

2025
- Argento ai campionati kazaki indoor, 3000 m piani - 8'21"87

## Altre competizioni internazionali
2019
- 6º alla Mezza maratona di Copenaghen ( Copenaghen) - 1h00'12"
- 6º alla Zevenheuvelenloop ( Nimega), 15 km - 42'50"

2021
- 20º alla Maratona di Amsterdam ( Amsterdam) - 2h09'04"